# Світґельм (король Ессексу)
Світґельм (давн-англ. Swithhelm; ? —664) — король Ессексу в 660—664 роках.

## Життєпис
Походив з династії Есквінінгів. Син Сексбальда, короля Ессексу. Про дату народження й молоді роки нічого невідомо. За часів короля Сігеберта II разом з братом Світфрітом очолював поганську опозицію, виступаючи проти діяльності єпископа-місіонера Кедді. Водночас мав гарні стосунки з королем. У 660 році разом з братом підступно вбив Сігеберта II, ставши новим володарем Ессексу. Можливо брат Світфріт став співкоролем.
Світґельм стикнувся з опором християнської громади, яка була незадоволена присутністю на троні короля-поганина. Також проти нього налаштувалися Кент і Східна Англія, прихильники християнства. У 662 році за наполяганням Етельвольда, короля Східної Англії (ймовірно на той час Східна Англія встановила зверхність над Ессексом), Світґельм хрестився в Рендельсґамі. Обряд провів єпископ Кедді.
У 664 році король Світґельм помер під час мору. Новими королями стали стриєчні брати Сігер та Себбі.